# Recreativo de Huelva
A Real Club Recreativo de Huelva, vagy egyszerűen Recreativo de Huelva egy huelvai székhelyű spanyol labdarúgócsapat. 1889. karácsonyán alapították, ezzel a legrégebbi klub Spanyolországban.

## Játékoskeret
2014. augusztus 15. szerint.
| #  |               | Poszt | Név                                         |
| -- | ------------- | ----- | ------------------------------------------- |
| 1  | Spanyolország | K     | Dani Sotres                                 |
| 2  | Spanyolország | V     | David Córcoles                              |
| 3  | Spanyolország | V     | Fernando Vega                               |
| 4  | Spanyolország | V     | Juanan                                      |
| 5  | Spanyolország | V     | Juan Zamora                                 |
| 6  | Spanyolország | KP    | Ángel Montoro                               |
| 7  | Spanyolország | KP    | Antonio Núñez                               |
| 9  | Spanyolország | CS    | Joselu                                      |
| 10 | Spanyolország | KP    | Jesús Vázquez                               |
| 11 | Uruguay       | CS    | Javier Cabrera (kölcsönben a Wanderers-től) |
| 14 | Spanyolország | KP    | Dimas                                       |

| #  |               | Poszt | Név            |
| -- | ------------- | ----- | -------------- |
| 15 | Spanyolország | V     | Diego Jiménez  |
| 16 | Spanyolország | V     | Víctor Díaz    |
| 17 | Spanyolország | KP    | Pedro Ríos     |
| 20 | Uruguay       | V     | Hernán Menosse |
| 21 | Spanyolország | CS    | Braulio        |
| 22 | Spanyolország | KP    | Álvaro Antón   |
| 23 | Spanyolország | KP    | Manu Molina    |
| 28 | Ghána         | KP    | Nana Asare     |
| 29 | Spanyolország | CS    | Rubén Mesa     |
| 30 | Spanyolország | K     | Rubén Gálvez   |

## Ismertebb játékosok
| - Brahim Laceb - Mariano Pernía - Gastón Casas - Rodríguez Ferrer - Juan Cantarutti - Víctor Zacharski - Hubert Baumgartner - Joãozinho - Antonio Valencia - Ikechukwu Uche - Juan Cuyami - Yago Alonso - Florent Sinama-Pongolle - Nelson Zelaya - Herminio Toñánez - Manuel Almunia | - Luis Aragonés - Curro Torres - Óscar Arpón - Raúl Molina - Hipólito Rincón - Julio Alberto Moreno - Xisco - Iván Rosado - César Quesada - Jesús Alzugaray - Roberto Luzardo - Víctor Espárrago - Rafael Villazan - Martín Cáceres - Alex Pereira - Andreé González |

## Ismertebb edzők
- Eusebio Ríos
- Víctor Espárrago
- Joaquín Caparrós
- Lucas Alcaraz
- Marcelino García Toral

## Külső hivatkozások
A hivatalos honlap